# Nátafalva
Nátafalva (szlovákul: Nacina Ves) község Szlovákiában, a Kassai kerület Nagymihályi járásában.

## Fekvése
Nagymihálytól 9 km-re északnyugatra, a Laborc jobb oldalán található.

## Története
1219-ben „Nata” néven említik először.
A 18. század végén Vályi András így ír róla: „NATAFALVA. Tót falu Zemplén Várm. földes Urai Natafalusy, és több Uraságok, lakosai katolikusok, és orosz vallásúak, fekszik n. k. Izbugyához, n. ny. Leszna, d. Petrocz, é. Laborcz volyához 1/2 órányira, határja 2 nyomásbéli, gabonát, zabot, tengerit jól, búzát, és árpát is középszerűen terem, mezeje térséges, és lapályos, fövenyes a’ földgye, réttye elég, gyűmöltsel bővelkedik; földgyeit a’ vizek rongállyák, piatzok Nagy Mihályon 1/2 órányira.”
Fényes Elek 1851-ben kiadott geográfiai szótárában így ír a faluról: „Nátafalva, orosz-tót falu, Zemplén vmegyében, Eörmező fil., 360 romai, 622 gör. kath., 7 évang., 80 zsidó lak., 686 h. szántófölddel. F. u. Nárafalussy, Viczmándy, Szulovszky. Ut. p. Nagy-Mihály.”
Borovszky Samu monográfiasorozatának Zemplén vármegyét tárgyaló része szerint: „Nátafalva, laborczmenti tót kisközség. Körjegyzőségi székhely. 195 házat és 1018, nagyobbára gör. kath. vallású lakost számlál. Saját postája és vasuti megállóhelye van, távíró-hivatala Őrmező. A vármegye egyik legősibb községe, mely 1219-ben már a váradi Regestrumban is említve van. IV. Béla 1254-ben Nata fiától, Gergelytől e falut elcseréli. 1436-ban a Nátafalussy s az ezzel rokon Nátafalusi Csontos család az ura. 1473-ban itt Mátyás király a Nátafalussyaknak vendégük volt. 1480-ban a Zbugyai családot és Ráskay Balázst iktatják némely részeibe. 1490-ben a Csontos, Harkányi és a Korcsvai családok is földesurai. 1577-ben Pozsgay Márton kap itt részeket. Az 1598-iki összeírás 12 birtokosát sorolja fel, ú. m. Sztáray Ferenczet, Daróczy Pált, Buday Gáspárt, Borbély Péter özvegyét, Farkas Andrást, Nyárády Albertet, Hartyány Jánost, Kapy Lászlót, Basó Mihály özvegyét, Bessenyey Györgyöt, Nátafalussy Benedeket és Nátafalussy Márton özvegyét. 1774-ben Szirmay Sándor, Orosz Ferencz, Dessewffy Tamás, Wiczmándy Mihály, Nátafalussy Ferencz és Albert, Mattyasovszky Margit, a Szulyovszkyak, Szkárossyak és a Benkő családok a földesurai. Most özv. Szirmay Ödönnének és dr. Ferenczy Eleknek van itt nagyobb birtokuk. Említést érdemel a Gergyesy Imre itteni sajtgyára. Róm. kath. templomának építési ideje ismeretlen. Ide tartozik Sárkány-czigánytelep és Markusháza-puszta, azelőtt Vibuhánecz, mely 1473-ban, a mikor Mátyás király a Nátafalussyaknak új adományt ad rá, már Markusfalva néven szerepel. 1480-ban Ráskay Balázst iktatják némely részeibe s ekkor Markosháza néven van említve. Egyébként sorsa összefügg Mátéfalváéval. A község határában fekvő Csudócz nevű dűlő tartja fenn a XV. században Chwdowcz alakban szereplő község nevét, mely a XV. században, a mikor Izbugyai Gál volt a földesura: Csontos s 1577-ben, a mikor Pozsgay Mártont iktatják részeibe: Csontosócz néven van említve. 1490-ben a Csontos család is ura volt s úgy látszik, hogy ettől vette nevét is. Nátafalva és Sztankócz között fekhetett hajdan Nyavalyád (Naualyad) község is, mely már a XIV. században szerepel, de azután nyoma vész; szintúgy nincs már semmi nyoma a Tubul nevű várnak, melyet némelyek Nátafalva környékére helyeznek.”
1920-ig Zemplén vármegye Nagymihályi járásához tartozott.

## Népessége
| Év:            | 1994. | 2004.   | 2014.   | 2024.   |
| -------------- | ----- | ------- | ------- | ------- |
| Emberek száma: | 1649  | 1736    | 1776    | 1841    |
| Eltérés:       |       | +5,27 % | +2,30 % | +3,65 % |

| Év:            | 2023. | 2024.   |
| -------------- | ----- | ------- |
| Emberek száma: | 1834  | 1841    |
| Eltérés:       |       | +0,38 % |

1910-ben 1033-an, többségében szlovák anyanyelvűek lakták, jelentős német és magyar kisebbséggel.
2001-ben 1746 lakosából 1519 szlovák és 220 cigány volt.
2011-ben 1748 lakosából 1506 szlovák és 23 cigány volt.

## Híres személyek
- Itt született 1849-ben Verhovay Gyula újságíró, antiszemita politikus.

## Nevezetességei
- Római katolikus temploma 1443-ban épült. Eredetileg gótikus stílusú volt, de később barokk stílusban építették át.
- Szent Cirill és Metód tiszteletére szentelt modern, görögkatolikus temploma 1993-ban létesült.